# Niewstąp
Niewstąp [ˈɲefstɔmp] là một khu định cư ở khu hành chính của Gmina Barlinek, thuộc hạt Myślibórz, West Pomeranian Voivodeship, ở phía tây bắc Ba Lan. Nó nằm khoảng 8 kilômét (5 mi) về phía tây bắc của Barlinek, 19 km (12 mi) phía đông bắc Myślibórz và 56 km (35 mi) về phía đông nam của thủ đô khu vực Szczecin.
Trước năm 1945, khu vực này là một phần của Đức. Đối với lịch sử của khu vực, xem Lịch sử của Pomerania.